# Eremiaphila persica
Eremiaphila persica è una specie di mantide religiosa appartenente al genere Eremiaphila. È oridinario della Turchia, Iran e Azerbaijan.